# Calyptranthes bracteata
Calyptranthes bracteata är en myrtenväxtart som beskrevs av Maria Lucia Kawasaki och Bruce K. Holst. Calyptranthes bracteata ingår i släktet Calyptranthes och familjen myrtenväxter.
Artens utbredningsområde är Franska Guyana. Inga underarter finns listade i Catalogue of Life.